# Kongsdam
Kongsdam (på tysk Königsdamm) er et mindre vandløb i det sydvestlige Angel i Sydslesvig syd for den dansk-tyske grænse. Åen er 3,5 km lang og udspringer syd for Nybjernt ved Christiansgabe. På sin første strækning løber åen mod nordøst, inden den øst for Rørsø drejer sig mod nordøst, løber syd om Isted Skov gennem lavlandsområdet Kongsdamengene (Königsdammwiesen) og munder ud i Langsøen, hvor den i østlige retning fortsætter som Vedelbæk (Vedelspang Å). Åen har tilløb af den lille syd for Langsøen beliggende Lyngsø (Lüngsee). Kongsdam nævnes i H.V. Clausens rejsehåndbog om Sønderjylland.
Kongsdam er første gang dokumenteret 1599 som Konings Dam. 